# Mezilesí u Náchoda
Mezilesí (deutsch Metzles) ist eine Gemeinde in Tschechien. Sie liegt fünf Kilometer östlich von Nové Město nad Metují (Neustadt an der Mettau) und gehört zum Okres Náchod.

## Geographie

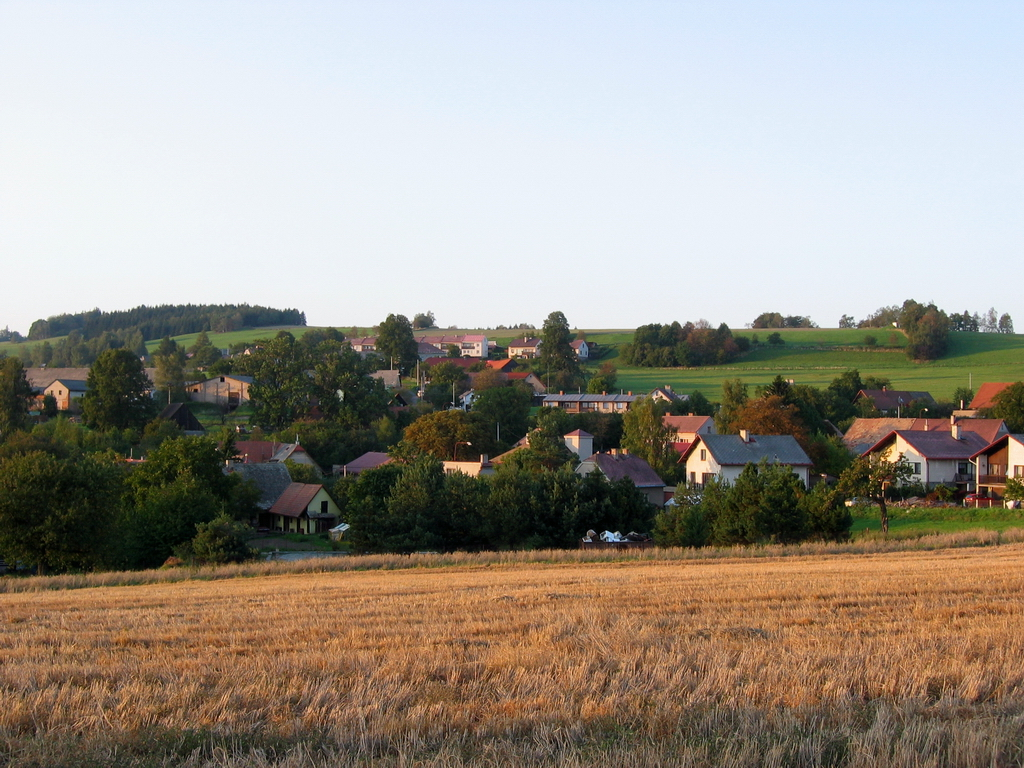
Mezilesí u Náchoda

Mezilesí befindet sich linksseitig über dem Tal des Flusses Olešenka in den nordwestlichen Ausläufern des Adlergebirges. Östlich des Ortes, auf der gegenüberliegenden Talseite liegen auf einem Felssporn die Reste der Burg Frymburk.
Nachbarorte sind Krahulčí im Nordosten, Doly und Nový Hrádek im Osten, Bydlo und Tis im Südosten, Bohdašín und Slavoňov im Süden, Blažkov im Südwesten, Libchyně und Jestřebí im Westen sowie Sendraž im Nordwesten.

## Geschichte
Die erste urkundliche Erwähnung von Mezilesí erfolgte am 30. August 1403 im Zuge der Errichtung eines Gedenkaltars für Beneš Silný von Dubá in der Náchoder Laurentiuskirche. Das ursprünglich zur Herrschaft Krčín gehörige Dorf gelangte im 15. Jahrhundert größtenteils an die Herrschaft Nachod. Lediglich zwei Gehöfte blieben bei Krčín und gingen zu Beginn des 16. Jahrhunderts an die neue Herrschaft Nové Město nad Metují über. Die berní rula weist für Mezilesí insgesamt 17 Anwesen aus. Im 18. Jahrhundert hielt die Hausweberei als Zubrot zur wenig ertragreichen Landwirtschaft Einzug. Mezilesí war früher nach Nový Hrádek gepfarrt und die Schule war in Slavoňov. Zu Beginn des 19. Jahrhunderts erfolgte die Umpfarrung nach Slavoňov. 1864 eröffnete in Mezilesí eine eigene Schule. 1869 lebten in dem Dorf 550 Menschen. Im Jahre 1879 zerstörte ein Großbrand Teile des Ortes.

## Gemeindegliederung
Für die Gemeinde Mezilesí sind keine Ortsteile ausgewiesen.

## Sehenswürdigkeiten
- Kapelle
- Marienwallfahrtskirche Rokole, südöstlich des Ortes an der Olešenka. Die 1930 geweihte Kirche ersetzte eine Holzkapelle aus dem Jahre 1859. An dem Wallfahrtsort befindet sich weiterhin die Apostelkapelle Betlém der Schönstatt-Bewegung. Der steinerne Kreuzweg aus dem Tal der Olešenka wurde 1874 angelegt.